# (2989) Imago
(2989) Imago (1976 UF1) – planetoida z pasa głównego asteroid okrążająca Słońce w ciągu 3,35 lat w średniej odległości 2,24 j.a. Odkryta 22 października 1976 roku.